# 1573
1573 (MDLXXIII) je bilo navadno leto, ki se je po julijanskem koledarju začelo na četrtek.

## Dogodki
- konec japonskega obdobja Muromači (od 1333).

## Rojstva
- 10. januar - Simon Marij, nemški astronom († 1624)
- - Takuan Soho, japonski zen budistični menih, estetik in teoretik borilnih veščin († 1645)
- 4. februar - György Káldi, madžarski teolog in prevajalec katoliškega Svetega pisma († 1634)

## Smrti
- - Rafael Bombelli, italijanski matematik (* 1526)